# Pałac sportów zimowych Ajsbierg
Pałac sportów zimowych "Ajsbierg" (ros. Dworiec zimniego sporta "Ajsbierg" Дворец зимнего спорта Айсберг) – hala sportowo-widowiskowa w Soczi w Kraju Krasnodarskim w Rosji, zbudowana jako miejsce rozgrywania zawodów w łyżwiarstwie figurowym i short tracku podczas Zimowych Igrzysk Olimpijskich 2014. 
Budowa hali trwała od roku 2009 do czerwca 2012. Widownia może pomieścić 12 tysięcy osób. Zmiana konfiguracji lodowiska z figurowej na wyścigową lub odwrotnie może zostać dokonana w ciągu dwóch godzin. W grudniu 2012 odbyła się tam pierwsza duża impreza międzynarodowa, którą były zawody finałowe Pucharu Świata w łyżwiarstwie figurowym.
Nie jest jeszcze jasne, co stanie się z halą po igrzyskach. Pierwotnie planowano jej rozbiórkę i odbudowę w innym rosyjskim mieście, gdzie byłaby bardziej potrzebna. Później pojawiła się koncepcja pozostawienia jej w Soczi, ale rozważane jest zarówno utrzymanie jej funkcji łyżwiarskich, jak i przebudowa na welodrom.